# Ioan Tomescu
Ioan Tomescu (Ploiești, 1942. november 5.) román matematikus, a Román Akadémia levelező tagja.

## Életpályája
Az általános iskolát Plopeni-ben végezte, ahol apja fizikatanár volt. A középiskolát Ploiești-ben végezte, és már ekkor kitűnt matematikai tehetségével. A bukaresti egyetem matematika karán számítógép szakot végzett 1965-ben. Egyetlen matematikus diák volt az országban, aki abban az évben maximális érdemjeggyel végezte el az egyetemet. 1971-ben doktorált Grigore Moisil irányításával Kombinatorikai módszerek a véges automaták elméletében című tézisével. Az egyetem elvégzése után gyakornok (1965–1968), majd tanársegéd (1968–1972) a bukaresti egyetemen. Ebben az időben Boole-függvényekkel, véges automatákkal, gráfokkal és hálózatokkal foglalkozott cikkeiben. 1972 és 1990 között adjunktus, 1990-ben egyből professzornak nevezték ki ugyanazon a tanszéken, 1992-től doktorátusvezető, 2000-től az akadémia levelező tagja, 2011-től emeritus professzor. Több külföldi egyetemen meghívott professzorként dolgozott. Tehetséggondozással is foglalkozott, éveken keresztül irányította a román matematikai olimpiai csapatot.

## Munkássága
Kutatási területe a kombinatorika, azon belül a gráfelmélet. Tudományos dolgozatainak száma megközelíti a 200-at. Több egyetemi tankönyv, szakkönyv és monográfia szerzője.

### Idegen nyelven is megjelent könyvei
- Introducere în combinatorică, Editura tehnică, București, 1972, 250 o., magyarul Kombinatorika és alkalmazása, Budapest, 1978, fordította Maurer Gyula, angolul Colette’s, London and Wellingborough kiadása, 1975.
- Probleme de combinatorică și teoria grafurilor, Editura didactică și pedagogică, București, 1981, 270 o.; angolul Problems in combinatorics and graph theory, John Wiley, Wiley-Interscience Series in Discrete Mathematics kiadásában, New York, 1985.

## Fordítás
- Ez a szócikk részben vagy egészben  az   Ioan Tomescu című román Wikipédia-szócikk fordításán alapul.  Az eredeti cikk szerkesztőit annak laptörténete sorolja fel. Ez a jelzés csupán a megfogalmazás eredetét és a szerzői jogokat jelzi, nem szolgál a cikkben szereplő információk forrásmegjelöléseként.